# Civitas Schinesghe
Civitas Schinesghe (лат. Gnezno State, пол. Państwo Gnieźnieńskie) — перше записане ім'я, пов'язане з Польщею як політична сутність (назва — латинізація hrady knezske або grody książęce, «герцогські форти / oppidia»), що вперше засвідчено в 991/2. Оригінальний акт відсутній, але згадується в папській регестах XI століття під назвою «Dagome iudex». У ньому йдеться, що князь з династії П'ястів Мешко I керував unam civitatem in integro, que vocatur Schinesghe («цілісна держава, яка називається Schinesghe») до Святого Престолу.
Хоча держава Польща явно не згадується, назва Schinesghe, швидше за все, відноситься до Гнезно, одного з головних поселень західнослов'янського племені полян. Їхній князь, Мешко, прийняв хрещення після вступу у шлюб з княгинею Дубравою Чеською в 966 році. У 1000 році на гнезненському з'їзді було створено першу польську архієпархію, а син Мешко князь Болеслав І Хоробрий був визнаний імператором та співправителем Оттона III, імператора Священної Римської імперії.